# إجناسي نواك
إجناسي نواك (بالبولندية: Ignacy Nowak)‏ هو لاعب شطرنج بولندي، ولد في 12 يناير 1949 في بوزنان في بولندا.

## وصلات خارجية
- إجناسي نواك على موقع الاتحاد الدولي للشطرنج (الإنجليزية)
- إجناسي نواك على موقع مباريات الشطرنج (الإنجليزية)
- إجناسي نواك على موقع 365Chess.com (الإنجليزية)
- إجناسي نواك على موقع Chesstempo.com (الإنجليزية)